# 下祇園站
下祇園站（日语：／ Shimo-Gion eki */?）是位於廣島縣廣島市安佐南區祇園三丁目，西日本旅客鐵道（JR西日本）的可部線車站。車站編號為JR-B06。

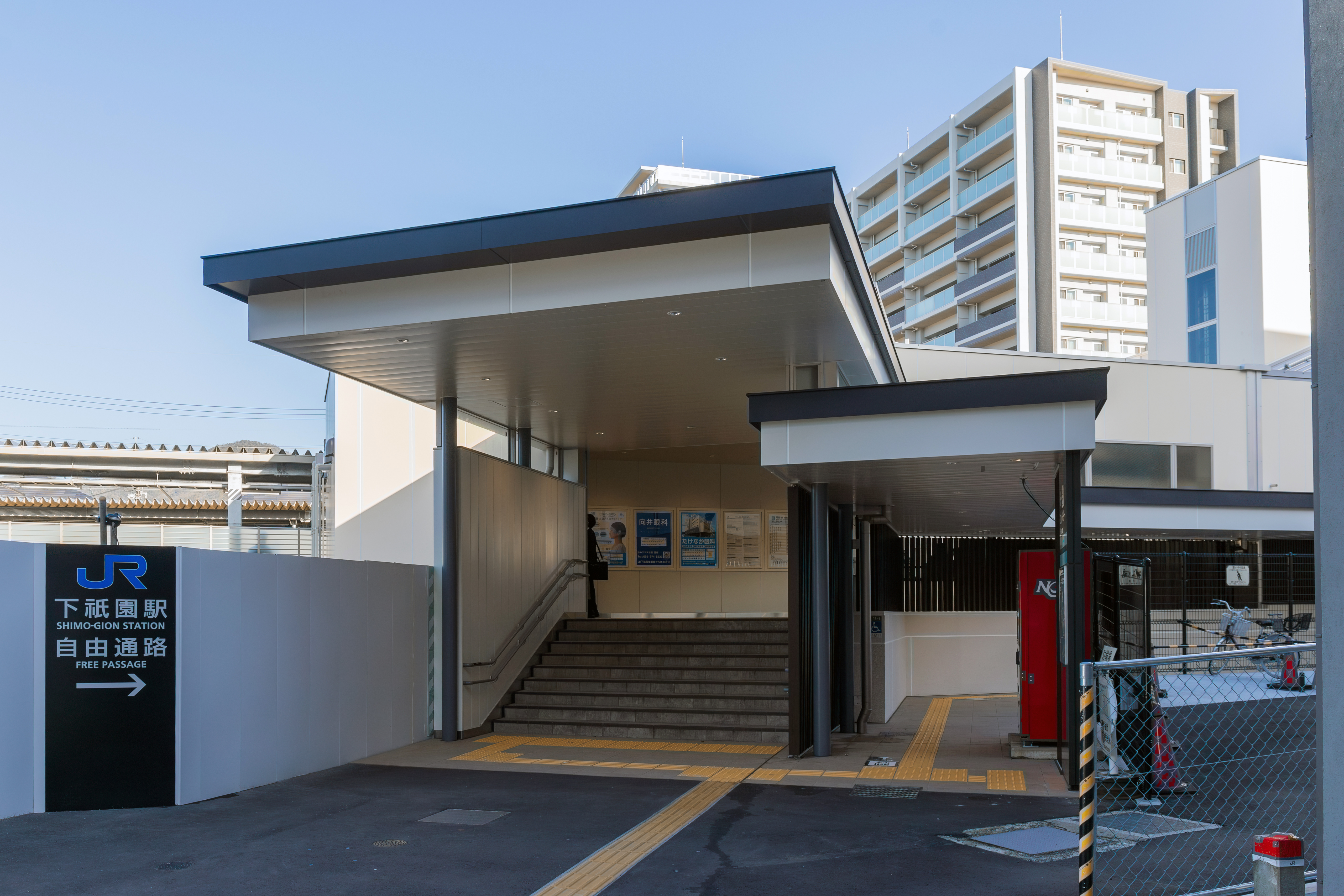
東口(2024年3月)

## 歷史
- 1913年（大正2年）5月頃 - 大日本軌道（日语：大日本軌道）廣島支社線長束停留場（後來為安藝山本站，現已不存在） - 祇園停留場（現已不存在）之間開設此站。為一般車站。
- 1919年（大正8年）3月11日 - 大日本軌道廣島支社線轉議至可部軌道，成為可部軌道的車站。
- 1926年（大正15年）5月1日 - 可部軌道與廣島電氣合併，成為廣島電氣車站。
- 1931年（昭和6年）7月1日 - 廣島電氣線轉讓給廣濱鐵道，成為廣濱鐵道車站。
- 1936年（昭和11年）9月1日 - 廣濱鐵道被國有化，成為國有鐵道可部線車站。
- 1943年（昭和18年） - 車站以北遷移100米至現地。
- 1944年（昭和19年） - 設置三菱重工引込線。
- 1974年（昭和49年）3月21日 - 終止貨物起卸業務（變為旅客車站）。
- 1984年（昭和59年）2月1日 - 終止行李起卸業務。
- 1987年（昭和62年）4月1日 - 伴隨國鐵分割民營化，車站由西日本旅客鐵道（JR西日本）營運。
- 1992年（平成4年）11月1日 - 開設綠色窗口[1]。
- 1996年（平成10年）6月1日 - 變為業務委託車站，委托JR西日本廣島MAINTEC負責車站業務
- （日期不詳） - JR西日本廣島MAINTEC的廣島西站務所遷至此處[2]。
- 2007年（平成19年）
  - 7月19日 - 設置可支援ICOCA的簡易型自動閘機。
  - 9月1日 - 此站開始可以使用IC卡「ICOCA」。
- 2021年（令和3年）7月1日 - 車站業務委托公司由JR西日本廣島MAINTEC（日语：JR西日本広島メンテック）轉為JR西日本中國交通服務（日语：JR西日本中国交通サービス）[3]。

## 車站構造
車站是一座地面車站，設有1面2線的島式月台。月台可容納4卡車廂。車站大樓位於路軌東邊，月台靠近可部一端設有站內平交道連接車站大樓。車站大樓閘口外設有自動販賣機。廁所位於閘口內（男女分開）。
此站是由可部站管理的業務委託車站，委托JR西日本相關公司JR西日本廣島Maintec負責車站業務。車站可以使用ICOCA與其互相可以使用的IC卡。此站位於JR特定都區市內制度中，「廣島市內」的車站。
此站沒有安全側線。由於站內雙線路軌較長，因此長於4卡編成的列車也可在此站進行列車交會。車站印章是「遠足之名所 武田山的車站」。
此站設有綠色窗口，營業時間為6:30~22:00。

### 月台
| 月台 | 路線   | 上下行 | 方向               |
| ---- | ------ | ------ | ------------------ |
| 1    | 可部線 | 上行   | 橫川、廣島方向     |
| 2    | 可部線 | 下行   | 綠井、安藝龜山方向 |

另外，此站設有1條側線，用作停泊維護路軌專用車輛（機器）。曾經此站可進行貨物起卸，因此站內比較廣寬。為了上述側線外，曾經也有其他側線。車站大樓北邊曾經設有貨物起卸設施，現時變為單車停泊處。貨物月台月台也變成單車停泊處。

## 利用狀況
以下為各年度的使用人次。
| 年度               | 1日平均 乘車人次 | 年度總人次 | 定期票 人次 | 普通票 人次 |
| ------------------ | ---------------- | ---------- | ----------- | ----------- |
| 1968年（昭和43年） | 2,446.8          | 1,786,155  | 1,580,448   | 205,707     |
| 1969年（昭和44年） | 2,249.2          | 1,641,907  | 1,479,630   | 162,277     |
| 1970年（昭和45年） | 2,355.3          | 1,719,390  | 1,512,148   | 207,242     |
| 1971年（昭和46年） | 2,338.6          | 1,711,869  | 1,514,114   | 197,755     |
| 1972年（昭和47年） | 2,162.8          | 1,578,855  | 1,377,526   | 201,329     |
| 1973年（昭和48年） | 2,147.1          | 1,567,402  | 1,307,894   | 259,508     |
| 1974年（昭和49年） | 2,219.8          | 1,620,459  | 1,324,908   | 295,551     |
| 1975年（昭和50年） | 2,275.8          | 1,665,881  | 1,293,278   | 372,603     |
| 1976年（昭和51年） | 2,405.3          | 1,755,874  | 1,388,092   | 367,782     |
| 1977年（昭和52年） | 2,301.3          | 1,679,975  | 1,340,376   | 339,559     |
| 1978年（昭和53年） | 2,168.4          | 1,582,959  | 1,262,856   | 320,103     |

以上的1日平均乘車人次中，假設乘車和下車人次是相同，是以該年度總人次除以365（在閏年度，即1963、1967、1971和1975年度除以366），然後取捨至一位小數點。
| 年度                | 1日平均 乘車人次 |
| ------------------- | ---------------- |
| 1979年（昭和54年）  | 1,853            |
| 1980年（昭和55年）  | 1,790            |
| 1981年（昭和56年）  | 1,653            |
| 1982年（昭和57年）  | 1,640            |
| 1983年（昭和58年）  | 1,577            |
| 1984年（昭和59年）  | 1,539            |
| 1985年（昭和60年）  | 1,483            |
| 1986年（昭和61年）  | 1,595            |
| 1987年（昭和62年）  | 1,919            |
| 1988年（昭和63年）  | 2,533            |
| 1989年（平成 元年） | 2,346            |
| 1990年（平成02年）  | 2,468            |
| 1991年（平成03年）  | 2,637            |
| 1992年（平成04年）  | 2,958            |
| 1993年（平成05年）  | 3,523            |
| 1994年（平成06年）  | 3,718            |
| 1995年（平成07年）  | 3,721            |
| 1996年（平成08年）  | 3,853            |
| 1997年（平成09年）  | 3,840            |
| 1998年（平成10年）  | 3,771            |
| 1999年（平成11年）  | 3,682            |
| 2000年（平成12年）  | 3,474            |
| 2001年（平成13年）  | 3,297            |
| 2002年（平成14年）  | 3,188            |
| 2003年（平成15年）  | 3,236            |
| 2004年（平成16年）  | 3,357            |
| 2005年（平成17年）  | 3,469            |
| 2006年（平成18年）  | 3,586            |
| 2007年（平成19年）  | 3,752            |
| 2008年（平成20年）  | 4,014            |
| 2009年（平成21年）  | 4,832            |
| 2010年（平成22年）  | 4,782            |
| 2011年（平成23年）  | 4,888            |
| 2012年（平成24年）  | 4,991            |
| 2013年（平成25年）  | 5,050            |
| 2014年（平成26年）  | 4,930            |
| 2015年（平成27年）  | 5,156            |
| 2016年（平成28年）  | 5,336            |
| 2017年（平成29年）  | 5,463            |
| 2018年（平成30年）  | 5,399            |
| 2019年（令和元年）  | 5,538            |

此站在2015年度以後的上落車人次多於大町站，成為可部線最多人使用的車站。
乘車人次圖表

## 車站周邊
此站比較接近祇園町中心。在閘口外設有輕食店、小規模書店和單車停泊場。
- 安佐南郵局（日语：安佐南郵便局）
- 中祇園郵局
- 廣島銀行祇園分店
- 山口銀行祇園分店
- 安佐南區祇園出張所（舊祇園町公所）
- Fresta祇園店
- AEON Mall廣島祇園（日语：イオンモール広島祇園）
  - 在2003年三菱重工後重建AEON Mall
- youme Town祇園
- 國道183號（日语：国道183号） - 舊國道54號（日语：国道54号）。
- 廣島經濟大學 - 位於車站西北面，設有校巴站。
- AICJ中學·高等學校（日语：AICJ中学校・高等学校）（舊大下祇園高等學校）
- 廣島市立祇園中學
- 廣島市立祇園小學
- 廣島市立山本小學
- Media Cafe POPEYE（日语：メディアカフェポパイ）西原店
- NHK祇園電台放送所（日语：NHK祇園ラジオ放送所）

## 巴士路線
- 廣島經濟大學校巴士　下祇園上落客處　步行約2分鐘
- 廣島交通（日语：広島交通）　舊道　下祇園巴士站
  - 廣島站（日语：広島駅のバスのりば）方向
  - 安藝矢口站方向
- 中國JR巴士「祇園出張所前」巴士站

## 相鄰車站
西日本旅客鐵道
可部線
安藝長束（JR-B05）－下祇園（JR-B06）－古市橋（JR-B07）

## 注腳
1. ↑  JR時間表1992年11月號、12月號
2. ↑  , ジェイアール西日本広島メンテック, （原始内容存档于2004年12月8日） （日语）
3. ↑   (PDF). 西日本旅客鐵道株式會社. 2021-04-01  [2021-04-06]. （原始内容 (PDF)存档于2021-04-11） （日语）.
4. ↑  《廣島市統計書》
5. ↑  《廣島市勢要覧》

## 外部連結
- 下祇園｜車站資訊：JR出門網 - 西日本旅客鐵道